# 水江慎一郎
水江慎一郎（みずえ しんいちろう、1965年7月2日 - ）は、日本のベーシスト。福岡県北九州市出身。血液型はO型。
SCARECROWのドラム・水江英樹の兄。従兄弟には元プロ野球選手（投手）の水江正臣。現在俳優として活躍している水江建太は実の息子。

## 人物・来歴
UP-BEATのベーシストとしてメジャーデビューし、1990年に脱退。UP-BEAT脱退以後は、山羊智詞＆赤羽楽団のオリジナルメンバーとして参加。
1993年、山羊智詞、横内健亨（ex ハイソサエティー、TENSAW）、朝井泰生、小室哲哉、今川勉（ECHOES）とダイナマイトマシーンを結成したが、今川勉がツアー途中で体調不良により離脱。ツアー途中から太田明（ex 筋肉少女帯）が参加する。EPIC・ソニーでシングル「No! Mercy Boy!」（作曲：小室哲哉、作詞：山羊智詞）を製作するも、アルバムリリース直前に解散。
さらに、千葉光如、天野達也、水江英樹とAcross The Universe（1994-1998）の結成や、泉見洋平、伊藤賢一、水江英樹とのユニットEndorphin-Machine（2003-2006）に参加。
社団法人音楽制作者連盟が企画したライブイベントシリーズ「NEXUS」の最終公演「NEXUS RESPECTABLE 80's～渋公リターンズ～」への参加をきっかけに、2011年12月よりオリジナルメンバーの広石武彦と、潮崎裕己、吉田遊介、山崎淳、水江英樹、平野隆晃でup-beat tribute bandとしての活動を行い、そのメンバーでUP-BEAT30周年記念アルバムをリリースし、全国ツアーを行った。
また、種浦マサオ、朝井泰生、酒井麿（ex BEE PUBLIC）とのマスターズ、及び 斉藤律、D.I.E.らとのMinimum Rocketsや、ボブジらとのココロノボスなどのバンドでベーシストとして活躍する傍ら、葛城哲哉、久松史奈、伊藤賢一、浅岡雄也らのサポート活動も行っている。
2009年6月には、アメブロ音楽ランキングで1位となり、その後も常に上位ランクされるなどブログの評価も高い。
2012年より、OFFICIAL FAN CLUB「DIAMOND LUCY」も発足し、2015年7月にはソロシングル「いぬのきもち」、「straylight」等をリリースし、レコ発ライヴを行うなど、ツアーやソロライヴを行っている。

## 人物・エピソード
- 2022年5月17日に飼っていたタイニープードル「ポコ」ちゃんの愛らしい姿が注目を集め、大反響を呼んだ[10]。
- 2024年5月24日に冨樫義博が、35年くらい前の落書きとして、イラストを掲載のうえUP-BEATを今でもたまに聞くポストしたことに対し、「冨樫先生にスケッチしてもらえるなんて感激」とコメントした。

## 主な使用機材
- TUNE TWB-5
- Fender Precision Bass(1962 Red)

## 参加作品

### UP-BEAT

#### シングル
- Kiss...いきなり天国（1986年5月21日）
- VANITY -BRANDNEW-（1986年10月21日）
- Prisoner Of Love（1987年2月14日）
- KISS IN THE MOONLIGHT（1987年8月21日）
- NO SIDE ACTION（1988年1月21日）
- Blind Age（1988年5月25日）
- DEAR VENUS（1988年9月7日）
- Once Again（1989年3月21日）
- Tears Of Rainbow（1989年9月21日）
- Rainy Valentine（1990年2月1日）

#### アルバム
- IMAGE（1986年11月11日、再発売：2008年8月20日）
- inner ocean（1987年9月15日、再発売：2008年8月20日）
- HERMIT COMPLEX（1988年10月21日、再発売：2008年8月20日）
- UNDER THE SUN（1989年10月21日、再発売：2008年8月20日）
- HAMMER MUSIC（1990年2月21日）デビューから1990年までのベストアルバム。

#### ビデオ
- Real Beat Scene4（1988年2月3日）PV集
- Real Ocean〜Real Beat Scene5〜（1988年3月7日）
- TWO ALONE〜Real Beat Scene6〜（1988年12月16日）

### 久松史奈

#### アルバム
- EGG ON TOAST（2005年12月10日）
- MUSHROOM（2006年9月9日）
- FURNISH（2007年7月7日）
- PENNY ROSE（2008年6月14日）

### ココロノボス

#### オムニバスアルバム
- Clip Max volume4（2009年）

### マスターズ

#### シングル
- いちんち　いちんち
- ぼちぼち歩こう

#### オムニバスアルバム
- Clip Max volume4（2009年）

### その他参加作品
- MODERN DOLLZトリビュートアルバムTRIBUTE TO MODERN DOLLZ -ブラインド越しの俺達-　（2002年10月4日）